# José María Romero Martínez
José María Romero Martínez (Olivares, 3 de octubre de 1893-Sevilla, 19 de septiembre de 1936) fue un médico y poeta español. Organizó el encuentro de jóvenes poetas españoles, fundamental en la conformación de la generación del 27, que como homenaje a Góngora en el tercer centenario de su fallecimiento tuvo lugar en el Ateneo de Sevilla a mediados de diciembre de 1927.

## Biografía
En 1908 la familia se trasladó a Sevilla donde José María se matriculó en el colegio del Santo Ángel. Dos años después, en 1910, inició sus estudios de Medicina, que terminó en 1917 con premio extraordinario. Instalado como médico en la popular calle Pureza de Triana, por su carácter humanitario en ocasiones no solo no cobraba las consultas, sino que incluso llegaba a pagar a veces de su bolsillo las medicinas de algunos de sus pacientes.
Acabado su doctorado, a mediados de los años veinte, realizó una importante labor profesional como médico de la beneficencia provincial, y también como subdirector del Manicomio e impartiendo clases en la cátedra de Histología; siendo además pionero y miembro de la Comisión Científica de la Liga Española contra el Cáncer.
Su afición a la escritura se inició desde muy joven, consolidándose en sus años de la universidad, cuando publicaba por entonces en revistas como La Exposición y Andalucía, y en periódicos como El Liberal de Sevilla. Pronto ingresó en el Ateneo de Sevilla, que en 1915 le concedió la Flor Natural en los Juegos Floreales por su Canto a la Paz. Como vocal de la sección de literatura del Ateneo, organizó un encuentro de jóvenes poetas españoles como homenaje a Góngora en el tercer centenario de su fallecimiento. Realizado en diciembre de 1927, tuvo gran influencia en la conformación de la generación del 27.
Con el paso de los años sus inquietudes sociales se fueron aproximando a los cambios políticos que se produjeron hacia el año 1931, por lo que en 1936 fue elegido secretario provincial de la Unión Republicana, el partido de Diego Martínez Barrio, llegando a ocupar por unos días el cargo de gobernador civil interino de Sevilla durante el período del Frente Popular.
Ese hecho le costó la vida, murió fusilado poco después, el 19 de septiembre de 1936. A fecha de 24 de octubre de 2022 todavía no se sabe dónde está su cuerpo y sus familiares no han podido recuperar el cuerpo y darle sepultura.